# للوخوو
للوخوو (به لاتین: Leluchów) یک روستا در لهستان است که در Gmina Muszyna واقع شده‌است.